# 南木鄂伦春民族乡
南木鄂伦春民族乡（国家统计局登记信息中则简称鄂伦春民族乡）是中华人民共和国内蒙古自治区呼伦贝尔市扎兰屯市下辖的一个民族乡。

## 行政区划
南木鄂伦春民族乡下辖以下村级行政区划单位：
黎明社区、南木村、猎民村、道南村、大兴村、东窑村和双北村。